# 范昭
范昭（？—？），春秋時期晉國官員。
因晉國晉平公打算攻打當時在其東面的另一諸侯國齊國因而派遣范昭前往齊國觀察。
當時齊國君主齊景公眼見晉國派使者前來因而設宴款待，及至宴會把酒喝得興致正濃，范昭竟然提出想用齊景公的酒杯喝酒，而齊景公又答應其要求，當范昭喝完自己酒杯內的酒正想換齊景公的酒杯之際，當時齊景公名相晏嬰突要求徹去齊景公的酒杯不許范昭使用，范昭裝作喝醉不悅而起舞，並要求齊國太師為他演奏成周之樂讓他可以隨歌起舞，但被太師以未曾學習成周之樂而拒絕，范昭因而亦無趣地離開。
范昭離開之後，齊景公認為晉國為大國，派遣范昭觀察齊國政治，如今得罪大國使者，將來怎麼呢，但晏嬰認為范昭絕非不懂禮教之人，范昭只是想試試羞辱齊景公，所以拒絕換杯的要求，而太師亦認為成周之樂是為天子之樂，而范昭只是臣子所以故意不為他演奏。
而范昭回到晉國之後亦勸諫晉平公，他在齊國宴會在所作的事一一被晏嬰識破，因齊景公有晏嬰輔政，所以還不是時候攻打齊國。